# Vichy (компания)
Vichy Laboratoires (фр.  «Лаборатории Виши») — французский косметический бренд по производству средств для ухода за лицом и телом, а также косметики против старения, основанный в 1931 году. С 1955 года принадлежит компании L'Oréal.

## История
Бренд был основан в 1931 году, после встречи Жоржа Герена и доктора Халлера — вместе они создали «Общество дерматологической гигиены Виши».
Коммуна Виши находится в вулканическом регионе Овернь и знаменита своими термальными источниками. Доктор Халлер исследовал терапевтические свойства воды из источника Люка (Lucas) при контакте с кожей. Вода этих источников содержит в себе 15 различных минералов, ныне известных своими успокаивающими, защитными, регенерирующими и укрепляющими свойствами. Доктор Халлер был убеждён, что источником красоты является прежде всего здоровье кожи. Он запустил первую линию дермокосметики Vichy, средства которой сочетали в себе богатую минералами термальную воду с другими активными ингредиентами.
В 1955 году компания была куплена косметическим концерном L'Oréal. Бренд Vichy наравне с брендом La Roche-Posay позиционируются L'Oréal как марки «активной косметики».
Vichy Laboratoires является одним из крупнейших косметических производителей на европейском рынке, выпуская широкий набор средств по уходу за лицом и телом. В ассортименте марки —  кремы Secret de VICHY, линейки средств LiftActiv (Anti-Aging), Neovadiol, Normaderm, Dercos, Aqualia Thermal, Capital Soleil, Essentielles, Vichy Homme.
Продукция под маркой Vichy доступна в 90 000 торговых точках в более чем 60 странах. Она одобрена фармацевтами и медицинскими экспертами и продаётся как в магазинах косметики, так и в аптеках.